# Les Preses
Les Preses est une commune espagnole de la province de Gérone, en Catalogne, en Espagne dans la comarque de Garrotxa.

## Géographie
Les Preses est une commune des Pyrénées située dans le parc naturel de la Zone volcanique de la Garrotxa.

## Culture locale et patrimoine

### Lieux et monuments
- L'église Saint-Pierre, du XVIIIe siècle ;
- L'église Saint-Martin, d'époque romane ;
- L'église Saint-Michel du Corb, également romane.